# Lloyd LaBeach
Lloyd Barrington LaBeach (Panama-Stad, 28 juni 1924 – New York, 19 februari 1999) was een Panamese atleet, gespecialiseerd in de sprint en het verspringen. Hij won in 1948 twee bronzen medailles op de Olympische Spelen in Londen. Dit waren de eerste olympische medailles voor Panama.
Op de 100 m bij de Spelen in 1948 behaalde LaBeach de derde plaats. Hierbij eindigde hij achter Harrison Dillard en Barney Ewell, maar vóór de topfavoriet, Mel Patton. Op de 200 m veroverde hij enkele dagen opnieuw brons. Ditmaal was Mel Patton hem echter de baas, want die won in 21,1 s, terwijl diens landgenoot Ewell in eveneens 21,1 als tweede finishte. LaBeach, die in baan drie ingeklemd zat tussen dit tweetal, werd derde in 21,2. Hij nam ook nog deel aan het verspringen, maar op dit nummer haalde hij het podium niet.

## Levensloop
LaBeach werd in 1924 geboren in Panama. Zijn ouders waren immigranten van Jamaicaanse afkomst. Toen LaBeach op de basisschool zat, besloten zijn ouders weer terug te verhuizen naar Jamaica. Aldaar toonde hij zijn talenten. Hij studeerde af aan de universiteit van Californië in Los Angeles, waar hij werd voorbereid op de Olympische Zomerspelen.
In 1948 zette hij een wereldrecord neer op de 200 m in Compton. Na deze race omschreef Time LaBeach als de enige Olympische hoop van Panama. Een paar weken hiervoor verloor hij nipt van Patton, wat moest blijken uit een opname bij de finishlijn. Door deze Spelen werd LaBeach een atleet waarvan veel verwacht werd.
Lloyd LaBeach stopte met atletiek in 1957. Hij emigreerde naar Lagos, Nigeria, waar hij een bedrijf startte, dat zich bezighield met de import en de export van landbouwproducten. Hij overleed in een ziekenhuis in New York op 77-jarige leeftijd. Zijn as werd naar Panama gebracht.

## Persoonlijke records
| Onderdeel | Prestatie      | Jaar |
| --------- | -------------- | ---- |
| 100 m     | 10,2 s (ex-WR) | 1948 |
| 200 m     | 20,7 s         | 1950 |

## Palmares

### 100 m
- 1948:  OS - 10,6 s

### 200 m
- 1948:  OS - 21,2 s